# آني شتوير
آني شتوير (بالألمانية: Anni Steuer)‏ (و. 1913 – 1995 م) هي منافسة ألعاب القوى ألمانية، ولدت في متز، شاركت في الألعاب الأولمبية الصيفية 1936، توفيت عن عمر يناهز 82 عاماً.

## روابط خارجية
- آني شتوير على موقع اللجنة الأولمبية الدولية (الإنجليزية)
- آني شتوير على موقع أوليمبيديا (الإنجليزية)